# ARA General Belgrano (1896)
«Генерал Бельграно» (ісп. ARA General Belgrano) — броненосний крейсер типу «Джузеппе Гарібальді» Військово-морських сил Аргентини кінця XIX — першої третини XX століття.

## Історія створення
Наприкінці XIX століття Італія розпочала розробку броненосних крейсерів типу типу «Джузеппе Гарібальді» для протидії флоту імовірного супротивника — Франції.
Перші два крейсери, «Джузеппе Гарібальді» та «Варезе» були продані Аргентині, де отримали назви «Гарібальді» та «Сан-Мартін» відповідно.
Після цього італійці закладають два наступні кораблі серії, які знову отримали назви «Джузеппе Гарібальді» та «Варезе». В цей час Чилі на тлі загострення стосунків з Аргентиною намагається перекупити ці кораблі. Проте Італія не хоче псувати стосунки зі своїм надійним торговим партнером. У цей час Іспанія, на тлі війни за незалежність Куби (яка згодом переросла у іспансько-американську війну) купляє перший корабель ще без артилерії головного калібру, який отримав назву «Крістобаль Колон».
Іспанія планувала купити і другий корабель, який мав отримати назву «Педро де Арагон» (ісп. Pedro de Aragon), але не змогла цього зробити через брак коштів. Тому крейсер був проданий Аргентині, де отримав назву «Генерал Бельграно».
Корабель був спущений на воду 25 липня 1897 року, будівництво було завершене 8 жовтня 1898 року. Корабель прибув до Аргентини 6 листопада того ж року і тоді ж був включений до складу флоту.

## Особливості конструкції
Для бронювання крейсера використовувалась броня Гарві. У силовій установці використовувались застарілі вогнетурбні циліндричні котли, оскільки аргентинські машинні команди не мали досвіду експлуатації нових типів котлів.
На випробуваннях корабель розвинув швидкість 19,8 — 20,1 вузлів при потужності силової установки 13 200 — 13 880 к.с.
Артилерія головного калібру складалась з двох одиночних 254-мм гармат «254/40», універсальна 152-мм артилерія розміщувалась в казематах, а 120-мм в щитових установках на верхній палубі.

## Історія служби
У 1899 році, після завершення конфлікту з Чилі на борту крейсера президент Аргентини Хуліо Рока та президент Чилі Федеріко Еррасуріс Ечауррен підписали мирну угоду.
У 1902 році корабель був виведений в резерв. У 1908 році повернутий до складу флоту. У 1912 році пройшов модернізацію, під час якої на ньому був встановлений радіопередавач.
У 1927 році здійснив візит до Європи.
Протягом 1926—1935 років корабель пройшов модернізацію, під час якої вогнетрубні котли були замінені на нафтові типу «Ярроу». Була встановлена нова тринога щогла з пристроями наведення. Всі казематні гармати, які заливались водою під час негоди, були демонтовані, замість них були встановлені 152-мм гармати в палубних щитових установках. Після цього крейсер був зарахований до класу кораблів берегової охорони.
У 1933 році корабель став плавбазою підводних човнів. 8 травня 1947 року, після 50 років служби, корабель був виключений зі складу флоту і проданий на злам.